# David Bell
David Bell (nacido el 20 de junio de 1981 en Oakland, California) es un jugador de baloncesto estadounidense. Con 1.85 de estatura, su puesto natural en la cancha es el de base y actualmente forma parte de la plantilla de Dinamo Basket Sassari.

## Trayectoria
Tras graduarse en 2003 en la Universidad de Montana Grizzlies, da el salto a Europa para convertirse en años después en un auténtico trotamundos del baloncesto. 
Da el salto a Europa en el 2004 firmando con el BBC Lausanne suizo. En la temporada 2005-2006 refuerza al Neuchâtel también suizo y al año siguiente firma en Finlandia en las filas del Kuvot.
En 2006, firma para jugar la CBA en las filas del Butte Daredevils de Montana. En el 2007, tiene una experiencia en una liga menor americana, la USBL, con los Dodge City Legend. En 2008, volvería a Europa para firmar con el Reims Champagne Basket de Francia. Más tarde, volvería a la D-League en las temporada de 2008 a 2010 para jugar con los Dakota Wizards.
Llega a Alemania en la temporada 2010-2011 para firmar con Phoenix Hagen, al que se marcharía para jugar en las filas del GasTerra Flames para volver otra vez al Phoenix Hagen, dónde jugaría durante cuatro temporadas.
En diciembre de 2016, firma con el Dinamo Basket Sassari, siendo su primera experiencia en el país italiano.